# Busira (Fluss)
Der Busira ist ein Fluss in der Demokratischen Republik Kongo. Er ist der wichtigste Zufluss des Ruki, einem der Nebenflüsse des Kongo.

## Geographie
Der Busira hat eine Länge von 305 Kilometern. Er beginnt am Zusammenfluss des Tshuapa von rechts und Lomela von links. Er durchfließt gen Westen die Provinzen Tshuapa und Équateur und endet zwei Kilometer stromaufwärts von Ingende auf etwa 310 m am Zusammenfluss mit dem von links kommenden Momboyo (bzw. im letzten Abschnitt Luilaka) in den Ruki, einem linken Nebenfluss des Kongo. Ein linker Nebenfluss des Busira ist wiederum der Salonga, der die Südwestgrenze der Provinz Tshuapa bildet und zwei Kilometer stromaufwärts von Lotoko in den Busira mündet.
Der Busira ist mindestens einen Meter tief. Während der Regenzeiten im März/April und November kann die Wassertiefe auch zwei Meter erreichen. Seinen Tiefststand erreicht der Busira in den Trockenzeiten im Februar und Juni/Juli.

## Verkehr
Aufgrund der ausreichenden Wassertiefe ist der Busira ganzjährig schiffbar.
Im Dezember 2024 kenterte eine überladene Fähre. Es kamen mindestens 38 Menschen ums Leben. 20 Menschen konnten gerettet werden. Über 200 Menschen wurden Stand 22. Dezember noch vermisst.